# Maják Pakri
Maják Pakri (estonsky: Pakri tuletorn) je pobřeží maják, který stojí na vysokém vápencovém útesu poloostrova Pakri na sever od přístavu Paldiski v kraji Harjumaa ve Finském zálivu v Baltském moři v Estonsku.
Maják je ve správě Estonského úřadu námořní dopravy (Veeteede Amet, EVA), kde je veden pod registračním číslem 380.
Dne 25. listopadu 1997 byl zapsán do seznamu kulturních památek Estonska pod číslem 9496.

## Historie
První maják byl postaven v roce 1724 na příkaz cara Petra I. V roce 1760 byla na jeho místě postavena kamenná věž vysoká 48 stop. V roce 1808 byla zvýšená o 20 stop a svíčky nahrazeny patnácti lampami na konopný olej a postříbřenými zrcátky. Starý maják byl postaven blízko hrany útesu a hrozí jeho zřícení.
V roce 1889 byl ve vzdálenosti 80 m od starého majáku postaven nový kamenný maják. Do lucerny byly instalovány hyperradiální Fresnelova čočky vyrobené francouzskou firmou F. Barbier.
V roce 1903 byla v blízkosti majáku postavena pneumatická siréna. V období druhé světové války byl maják vážně poškozen a po jejím skončení vláda Estonské sovětské socialistické republiky provedla obnovu majáku. Generální oprava a rekonstrukce byla provedena v roce 2001. V roce 2010 byly instalovány LED svítilny, výměna byla provedena v roce 2016 a 2017.

## Popis
Válcová kamenná věž vysoká 52 metrů ukončená střešní stupňovitou římsou a ochozem s lucernou. průměr základny je 7,4 m, průměr lucerny 4,5 m. Maják má červenou barvu, lucerna je zakončena černou kopulí. Uvnitř věže je točité schodiště.
Součástí majáku je areál, ve kterém se nachází obytná budova, hospodářské budovy, sauna a sklep postaveny v letech 1841–1914. Technická kamenná budova postavena v klasicistním slohu na čtvercovém půdorysu je vybavena diesel generátorem.

## Data
zdroj
- výška světla 73 m n. m.
- dosvit 12 námořních mil
- pět rychlých záblesků (0,3 s) bílého světla v intervalu 5 sekund
- sektor bílá: 11°–243°

označení
- Admiralty: C3774
- ARLHS: EST-010
- NGA: 12764
- EVA 380

## Galerie

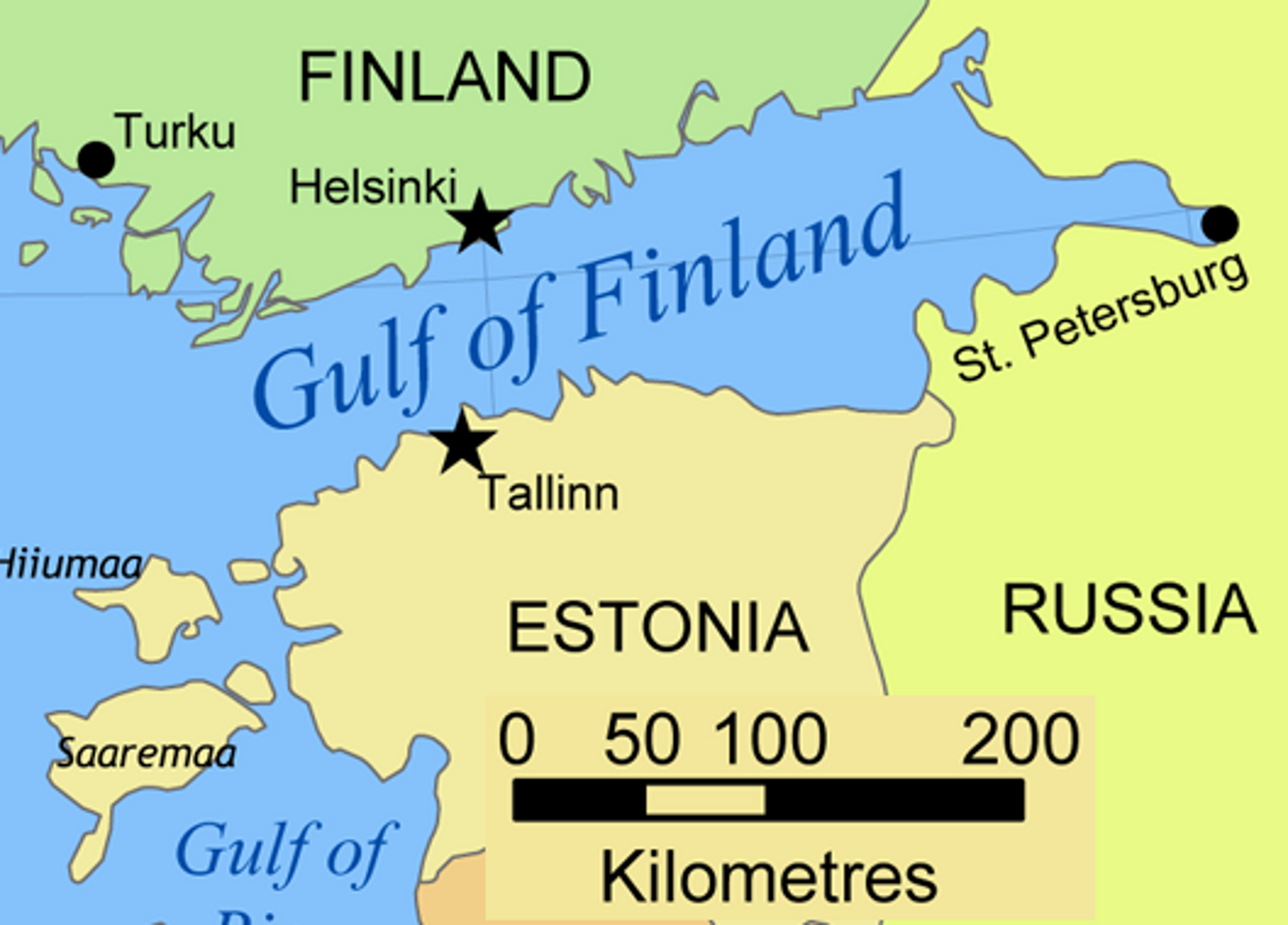
Finský záliv
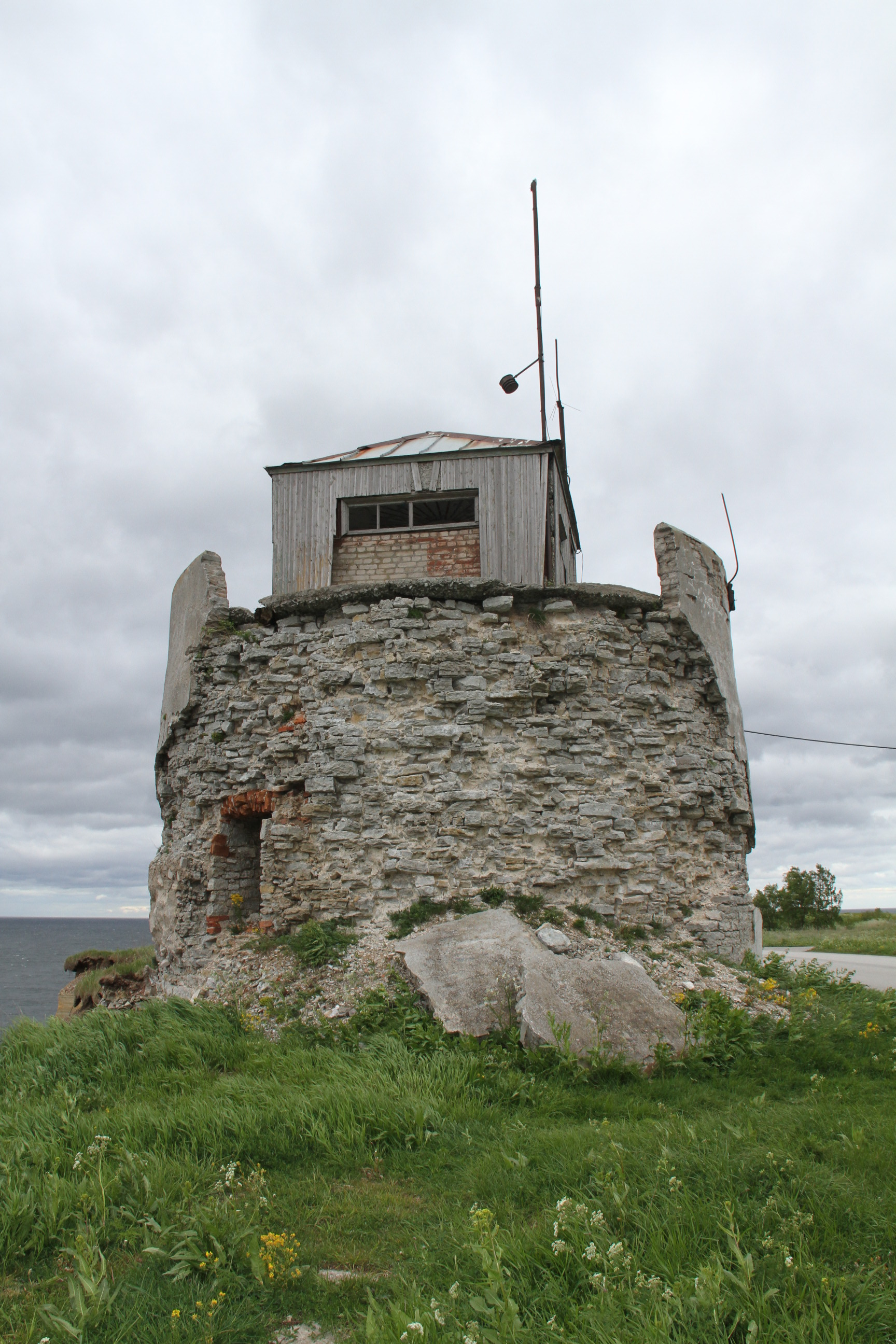
Starý maják
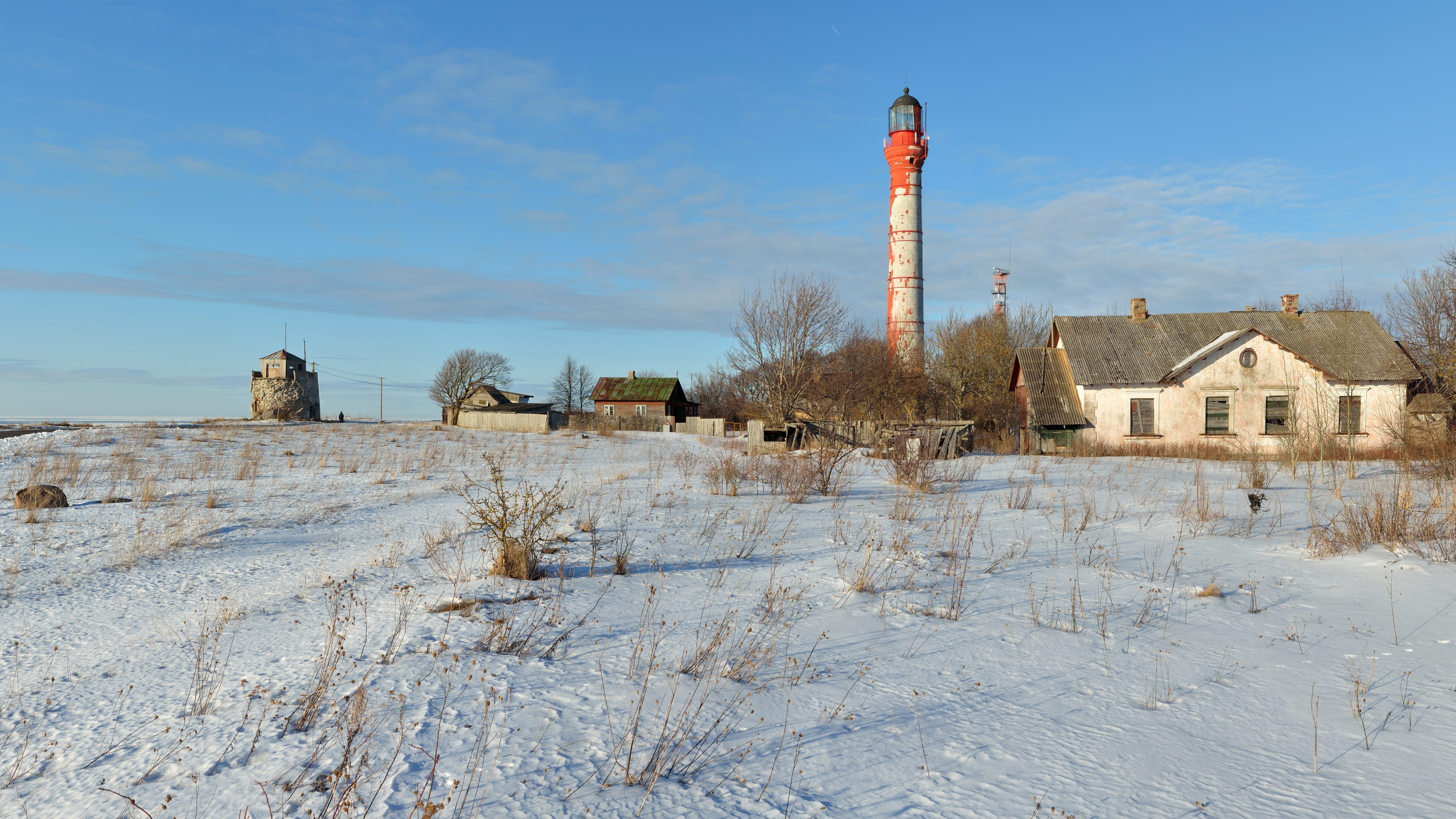
maják
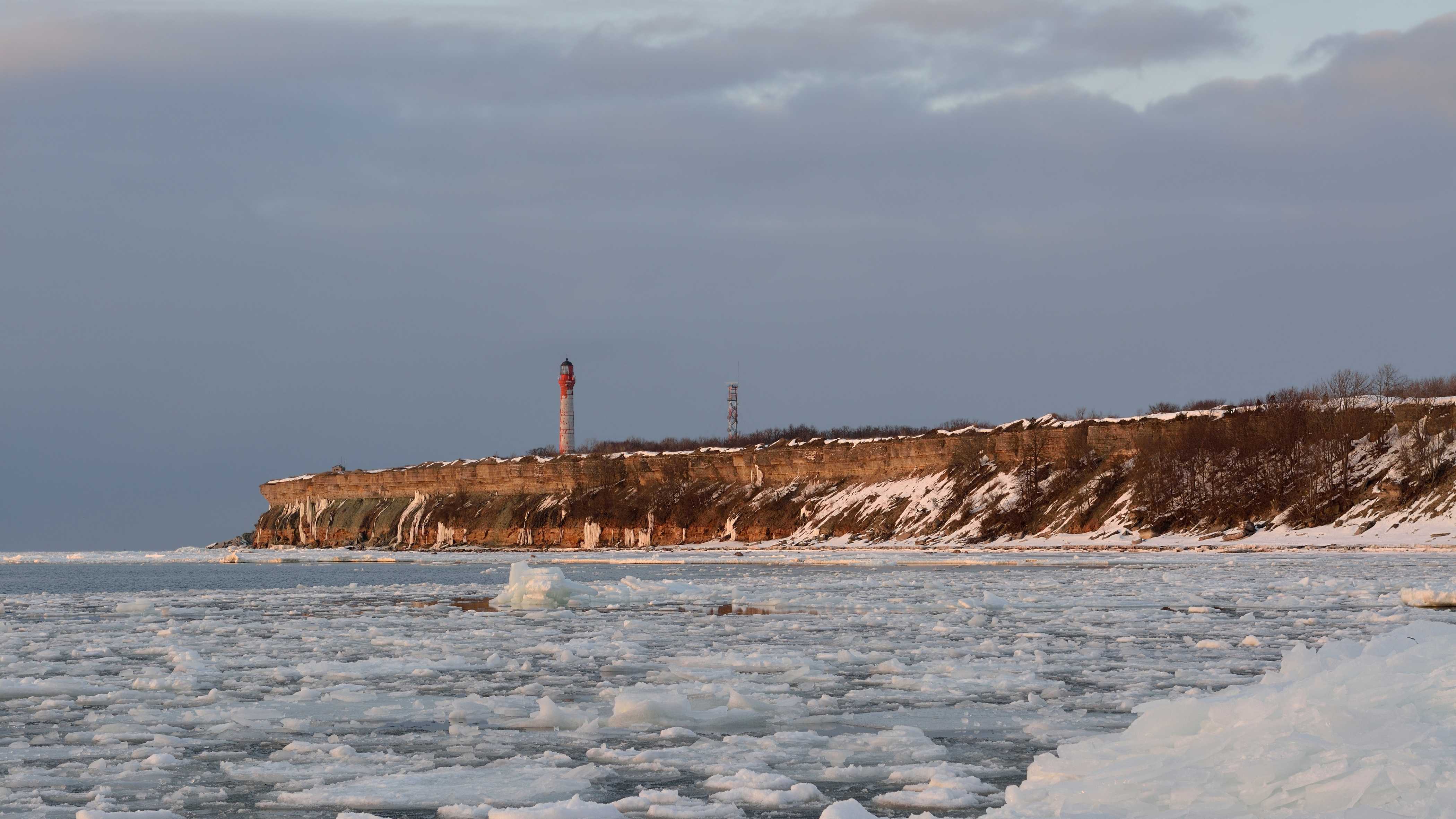
Útes s majákem
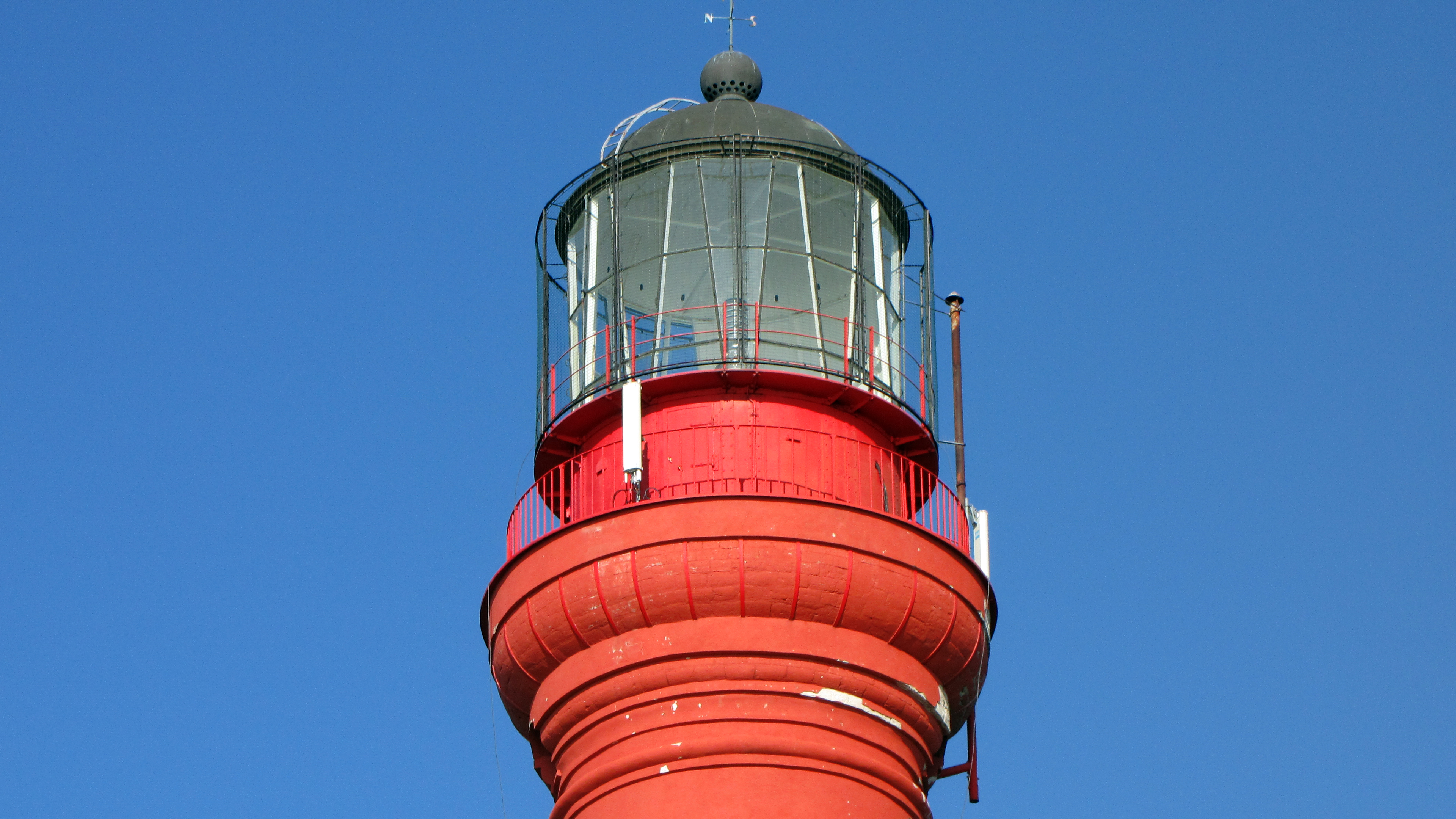
Lucerna